# Blepharidatta brasiliensis
Blepharidatta brasiliensis är en myrart som beskrevs av Wheeler 1915. Blepharidatta brasiliensis ingår i släktet Blepharidatta och familjen myror. Inga underarter finns listade.

## Bildgalleri

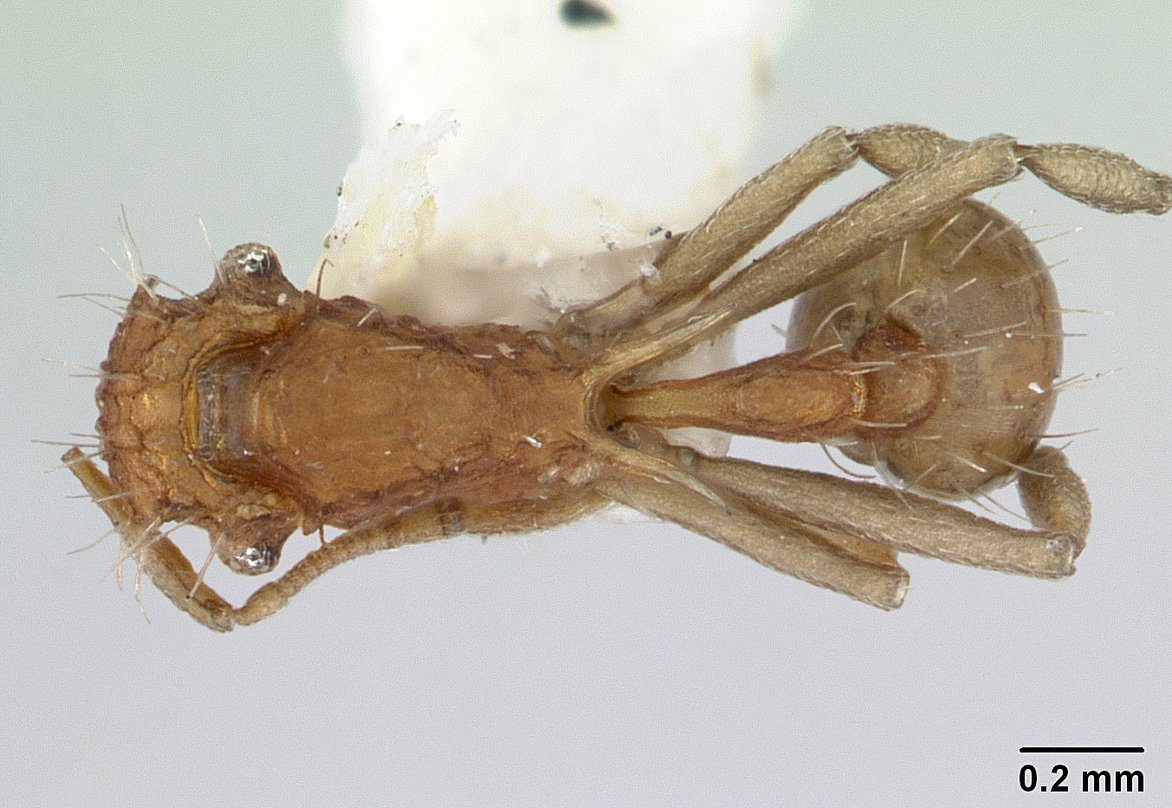
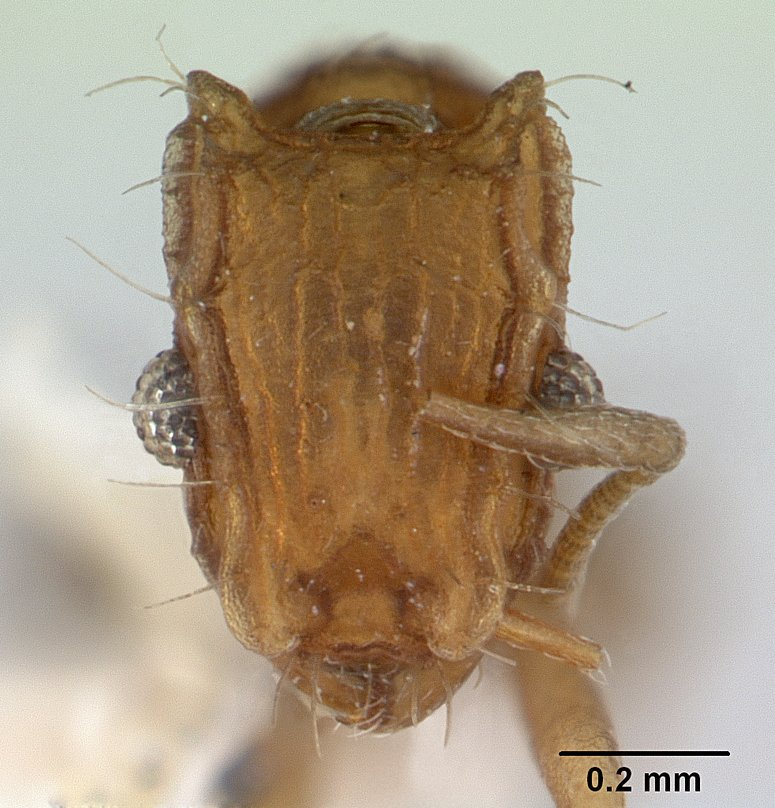
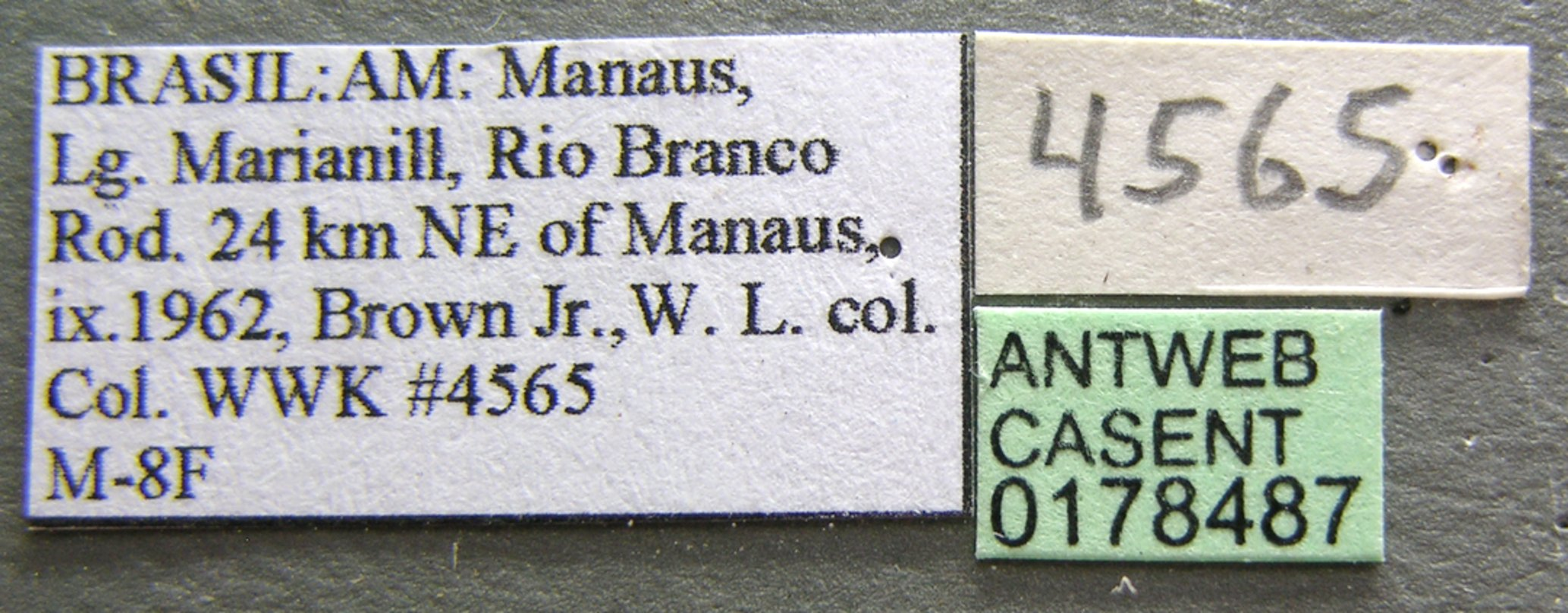
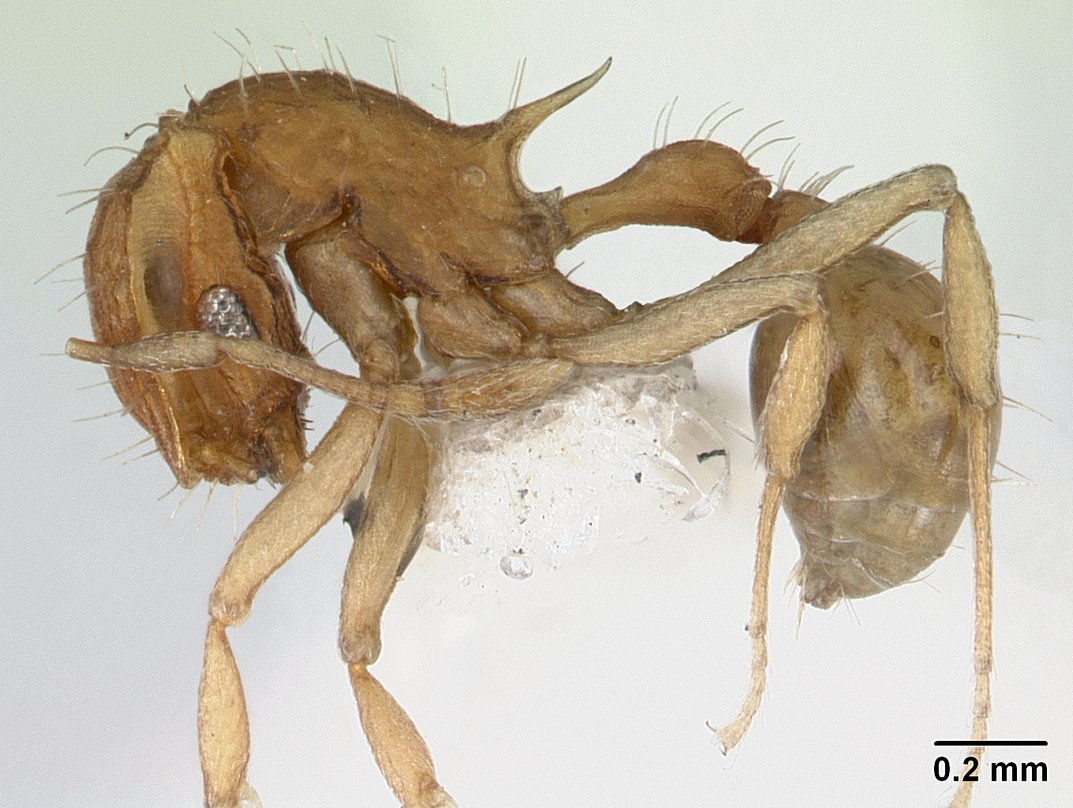
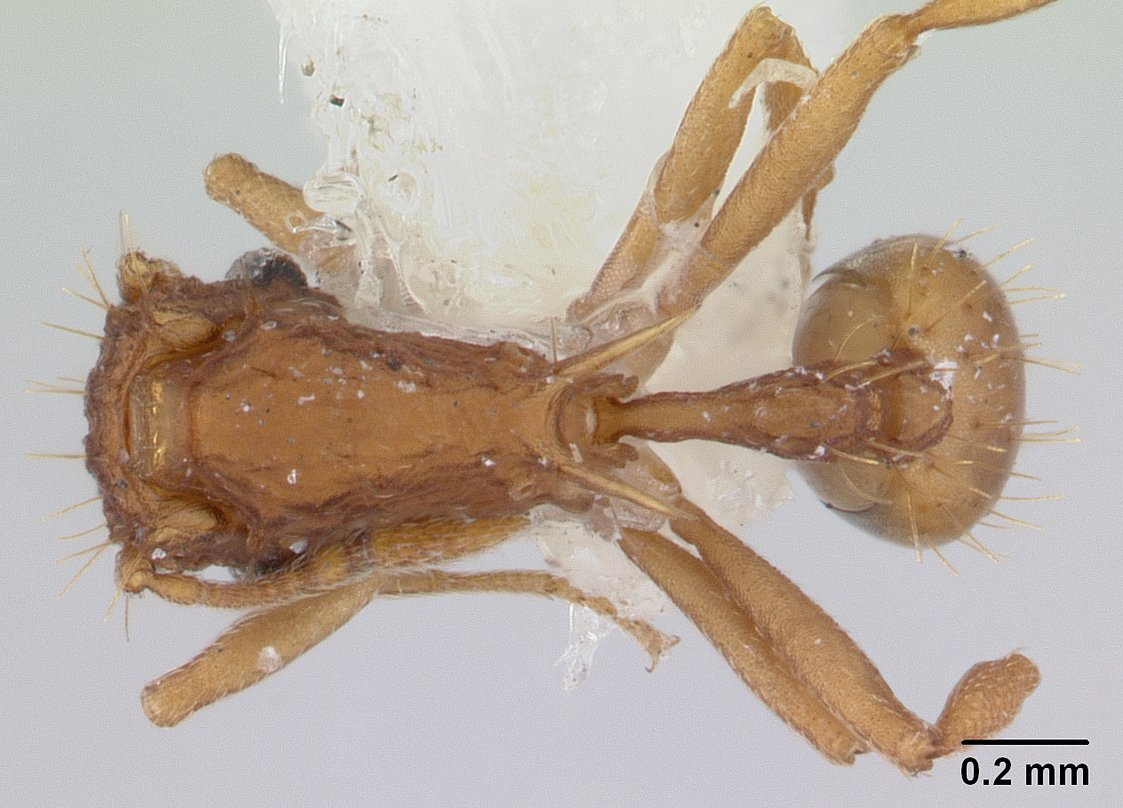
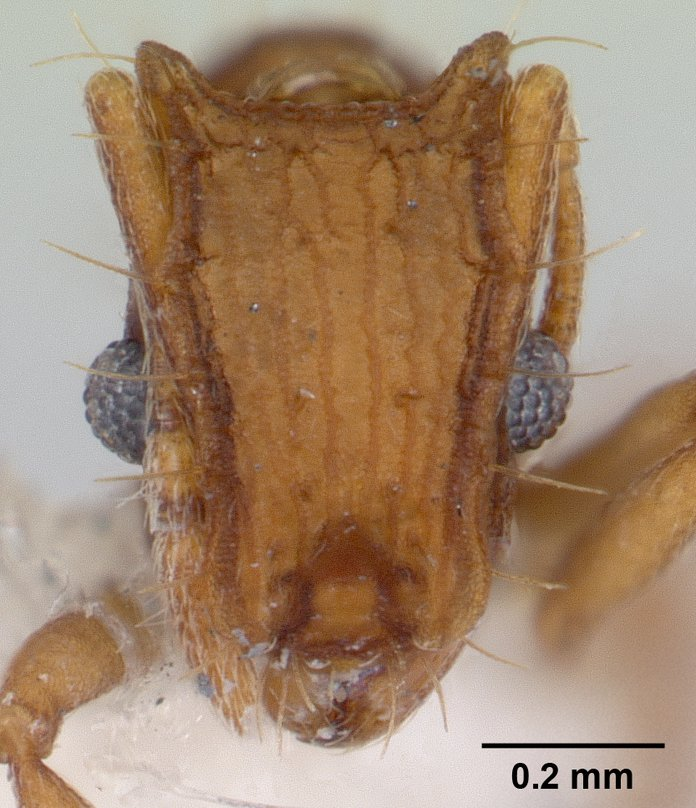